# セブン・シャープ
『セブン・シャープ』（英: Seven Sharp）は、ニュージーランドのTVNZが制作する情報番組である。2012年11月末まで約8年間放送されていた前番組で情報番組の『クローズ・アップ』の終了とともに2か月おいて2013年2月4日に放送開始された。TV Oneで平日の19:00（現地時間）からの生放送、前座のワイドニュース番組『ワン・ニューズ』からステブレレスで接続される。

## 概要
この番組の特徴は毎回約30分の放送時間の中で最大8つの時事問題を取り上げることによってテンポの良い番組構成がなされることである。ソーシャルメディアを活用してリアルタイムに視聴者の意見を取り入れることも行っている。第1回放送の最初の話題は、首都ウェリントンの国会執務棟（通称ビーハイヴ）内にある首相の執務室についてで、当時首相のジョン・キーがVTR出演した。

## 視聴率
初回、2013年2月4日放送の視聴者数は約49万7千件だった。同時間帯に放送されていたTV2のドラマ『ショートランド・ストリート』の約66万1千件には劣るものの、競合番組であるTV3の情報番組『キャンベル・ライブ』の約24万3千件には優った。ところが、翌5日の本番組の視聴者数は約40万1千件と減少した。